# Walter Bernstein
Walter Bernstein (New York, 20 agosto 1919 – New York, 23 gennaio 2021) è stato un regista e sceneggiatore statunitense, autore di oltre novanta film e tra i più importanti e influenti sceneggiatori del XX secolo.

## Filmografia parziale

### Regista
- E io mi gioco la bambina (1980)

### Sceneggiatore
- Il diavolo in calzoncini rosa (1959)
- Quel tipo di donna (1959)
- Paris Blues (1961)
- A prova di errore (1964)
- La trappola mortale (1965)
- I cospiratori (1970)
- Il prestanome (1976)
- Un gioco da duri (1977)
- The Betsy (1978)
- Yankees (1979)
- Un amore perfetto o quasi (1979)
- E io mi gioco la bambina (1980)
- Labirinto mortale (1988)